# Salmon Bay (Ponhook Lake)
Salmon Bay – zatoka (ang. bay) jeziora Ponhook Lake w kanadyjskiej prowincji Nowa Szkocja, w hrabstwie Queens; nazwa urzędowo zatwierdzona 7 grudnia 1937.